# Mariana García Vigil
Mariana García Vigil (Montevideo, 24 de mayo de 1953) es una música uruguaya.

## Biografía
Mariana comenzó su actividad artística en "Camerata". A fines de la década de 1970 fue parte integrante de "Contraviento y Mariana". En 1981 Sondor lanzó su primer trabajo discográfico, titulado "Ojala...", en el cual interpreta distintos autores nacionales, y compositores de la Nueva Trova Cubana como Silvio Rodríguez y Amaury Pérez. El mismo contó con la dirección de su hermano, el compositor y director de orquesta Federico García Vigil, quien también se encargó de los arreglos.
En 1983 participa del disco “Comenzar de nuevo” interpretando el tema "Las horas perdidas", de Pippo Spera.
El 7 de abril de 1984, participó de un importante concierto en el Estadio Luis Franzini, que fue recogido en un fonograma editado ese mismo año. Otros músicos participantes de ese evento fueron Rumbo, Hugo Trova, Pablo Estramin, Alfredo Zitarrosa, Larbanois - Carrero, Carlos Benavides, Grupo Vocal Universo, Abel García, Carlos Molina, Gastón Ciarlo, Jorge Galemire, Vera Sienra y Jaime Roos, entre otros.
Su estilo se inscribe en el movimiento de música popular uruguaya surgido a finales de la dictadura uruguaya, y su repertorio está integrado por canciones de ritmos como el candombe, bossa nova, y la canción latinoamericana. Asimismo se notan las influencias de músicos brasileros como Ivan Lins, Dorival Caymmi, Chico Buarque y Milton Nascimento.
En la década de los 90 participó de muchos proyectos con músicos como Marcos Gabay, Hugo Fattoruso, Ricardo Lacuán, entre otros. En 1998 participa junto a Hugo Fattoruso (arreglador y director artístico del proyecto), del CD "Candombe- grupo del Cuareim". Otros músicos involucrados en esa obra fueron Fernando Lobo Nuñez, Ruben Rada, Carlos Quintana, Gustavo Montemurro, Urbano Moraes y Popo Romano, entre muchos otros. El disco fue editado por Big World Music en Nueva York y contó con la producción de Neil Weiss.

## Discografía

### Solista
- Ojalá... (Sondor 144162. 1981)
- Mariana García Vigil (Orfeo SULP 90705. 1983)

### Colectivos
- Comenzar de nuevo (Orfeo SCO 90.700. 1983)
- Adempu canta Vol. I (RCA Victor. 1984)

### Reediciones
- Contraviento / Mariana García Vigil (disco que contuvo la reedición de un álbum de Contraviento y algunos temas de García Vigil tomados de su álbum "Ojalá...". Sondor / Posdata S 1022. 1999)